# Радио любви
«Радио любви» — шестой и последний студийный альбом российской исполнительницы Ирины Нельсон под псевдонимом Диана. Он должен был выйти в 1999 году, но впервые появился в виде цифровой версии 13 января 2017 года и в полной версии на физическом носителе — 4 мая 2023 года на лейбле Reflexmusic. Его запись проходила в течение 1998 и 1999 годов.
Выпуск альбома «Радио любви» планировался в 1999 году, но не состоялся из-за разногласий Дианы (позже — Ирины Нельсон) и её продюсера Вячеслава Тюрина с компанией «АРС Рекордс». Проект закрылся, а певица стала выступать как Ирина Нельсон в группе REFLEX. 4 мая 2023 года, спустя 24 года после закрытия проекта, компания Reflexmusic впервые выпустила альбом на физическом носителе. Релиз состоялся по инициативе поклонников певицы, собравших необходимую сумму на его издание с помощью краудфандинга.

## Предыстория и запись альбома
В 1990-х годах Ирина Нельсон выступала под псевдонимом Диана и обрела всероссийскую популярность. С 1996 года все её альбомы выпускала студия «Союз». Несмотря на успешность проекта, большая часть доходов оставалась у лейбла. В 1998 году Ирина и её продюсер Вячеслав Тюрин разорвали с ним контракт и подписали договор с компанией «АРС Рекордс». Они хотели трансформировать Диану, придать её песням новое звучание, изменить сценический образ и при этом сохранить её имя. Началась запись нового студийного альбома «Радио любви». На композицию «Не жалей о том» в Турции был снят клип, в котором, помимо певицы, также снялся Тюрин. 
После экономического кризиса в России «АРС Рекордс» заморозила проект «Диана» и оставила себе все права на него. У певицы отобрали имя, песни и запретили ей использовать свой имидж. Новый альбом Дианы оказался неизданным, несколько песен из него распространялись на пиратском сборнике «Сделай шаг». Певица была вынуждена начинать карьеру сначала и стала выступать в группе REFLEX как её солистка Ирина Нельсон. Вскоре у создателей «Дианы» пропал к ней интерес, поскольку REFLEX оказался намного популярнее прежнего проекта.
Несмотря на закрытие в 1999 году проекта «Диана», спустя годы к нему по-прежнему сохранился большой интерес у его поклонников. Через много лет Вячеслав Тюрин и Ирина Нельсон вернули права на песни Дианы. Все альбомы этого проекта прошли полный ремастеринг и стали доступны на порталах дистрибуции. 13 января 2017 года компания Reflexmusic представила в iTunes неизданный альбом «Радио любви» с ограниченным трек-листом из 11 песен. Однако поклонники Ирины Нельсон на протяжении нескольких лет просили Вячеслава Тюрина выпустить альбом на физическом носителе с полным трек-листом и оригинальной обложкой 1999 года. Продюсер пошёл навстречу фан-клубу и нашёл все студийные версии композиций, которые должны были войти в оригинальный альбом. 4 мая 2023 года альбом выпустили на CD ограниченным тиражом — 100 экземпляров. Чуть позже, 17 мая, релиз вышел на порталах дистрибуции под названием «Радио любви (Deluxe Version)».

## Реакция критики
Алексей Мажаев из информагентства InterMedia поставил альбому 6 из 10 баллов. По его мнению, наиболее хитовые песни пластинки — «Не жалей о том», «Всё будет хорошо» и «Я так люблю тебя». Критик не отнёс альбом к неудачным работам, а охарактеризовал его как «для своего времени». Он заметил сильный контраст между проектами «Диана» и REFLEX. «Это была „музыка коммерческих палаток“, и всем нам повезло, что проект там и остался — а то ведь выступал бы до сих пор на ретро-дискотеках со старым репертуаром, как многие коллеги Дианы по постсоветской поп-сцене. Однако Ирина и Вячеслав Тюрин уловили изменяющееся время и запустили новую историю — гораздо более стильную, мелодичную и качественную: REFLEX стал одним из самых удачных примеров ребрендинга на нашей поп-сцене», — заключил журналист.

## Комплектация и оформление
В оригинальное издание альбома вошли 15 песен. Несколько из них ранее никто никогда не слышал, в том числе два дуэта Дианы с Вячеславом Тюриным — «Муми-тролль» и «Радио любви». Трек «Запах Нового года» в качестве бонуса выходил в сборнике группы REFLEX «Лирика „Люблю…“» в 2005 году. Композиция «Вода» была включена в дебютный альбом REFLEX’а «Встречай новый день» в 2001 году, но в другой версии. Упаковка диска включает Jewel Box с буклетом-раскладушкой и картонный слипкейс. Для оформления использовали фотографии певицы 1999 года, когда у неё были красные волосы. Обложки Jewel Box’а и слипкейса отличаются. Цифровую версию этого альбома представили как Deluxe Edition, однако в неё не вошёл трек «Вода». Стандартная цифровая версия альбома 2017 года состоит из 11 песен. В неё вошли два ремикса на треки «Я больше не твоя» и «Расскажи», которые отсутствуют в оригинальном издании. Для обложки использовали современную фотографию Ирины Нельсон с белыми волосами.

## Список композиций
| №                   | Название                                  | Текст песни                        | Музыка                        | Длительность |
| ------------------- | ----------------------------------------- | ---------------------------------- | ----------------------------- | ------------ |
| 1.                  | «Сделай шаг»                              | Светлана Копылова                  | Вячеслав Тюрин                | 3:39         |
| 2.                  | «Хаутинай»                                | Вячеслав Тюрин                     | Вячеслав Тюрин                | 3:39         |
| 3.                  | «Не жалей о том»                          | Светлана Копылова                  | Вячеслав Тюрин, Ирина Нельсон | 3:47         |
| 4.                  | «Всё будет хорошо»                        | Константин Арсенев                 | Вячеслав Тюрин                | 4:10         |
| 5.                  | «Радио любви»                             | Константин Арсенев, Вячеслав Тюрин | Вячеслав Тюрин                | 3:24         |
| 6.                  | «Карие глаза»                             | Вячеслав Тюрин                     | Вячеслав Тюрин                | 3:36         |
| 7.                  | «Найди меня»                              | Вячеслав Тюрин                     | Вячеслав Тюрин                | 3:38         |
| 8.                  | «Муми-тролль» (дуэт с Вячеславом Тюриным) | Константин Арсенев, Вячеслав Тюрин | Вячеслав Тюрин                | 3:23         |
| 9.                  | «Вода»                                    | Виктория Сотова                    | Вячеслав Тюрин                | 3:31         |
| 10.                 | «Запах Нового года»                       | Наталья Логвина                    | Вячеслав Тюрин                | 3:53         |
| 11.                 | «Я так люблю тебя»                        | Вячеслав Тюрин                     | Вячеслав Тюрин                | 3:51         |
| 12.                 | «Я тебя провожаю (Remix)»                 | Игорь Малинин                      | Вячеслав Тюрин                | 4:09         |
| 13.                 | «Сделай шаг (Remix)»                      | Светлана Копылова                  | Вячеслав Тюрин                | 3:57         |
| 14.                 | «Не жалей о том (Remix)»                  | Светлана Копылова                  | Вячеслав Тюрин, Ирина Нельсон | 4:03         |
| 15.                 | «Радио любви» (дуэт с Вячеславом Тюриным) | Константин Арсенев, Вячеслав Тюрин | Вячеслав Тюрин                | 3:25         |
| Общая длительность: | Общая длительность:                       | Общая длительность:                | Общая длительность:           | 55:31        |

| №                   | Название                    | Текст песни                        | Музыка                        | Длительность |
| ------------------- | --------------------------- | ---------------------------------- | ----------------------------- | ------------ |
| 1.                  | «Сделай шаг»                | Светлана Копылова                  | Вячеслав Тюрин                | 3:38         |
| 2.                  | «Хаутинай»                  | Вячеслав Тюрин                     | Вячеслав Тюрин                | 3:39         |
| 3.                  | «Не жалей о том»            | Светлана Копылова                  | Вячеслав Тюрин, Ирина Нельсон | 3:47         |
| 4.                  | «Всё будет хорошо»          | Константин Арсенев                 | Вячеслав Тюрин                | 4:10         |
| 5.                  | «Радио любви»               | Константин Арсенев, Вячеслав Тюрин | Вячеслав Тюрин                | 3:24         |
| 6.                  | «Карие глаза»               | Вячеслав Тюрин                     | Вячеслав Тюрин                | 3:36         |
| 7.                  | «Я тебя провожаю (Ремикс)»  | Игорь Малинин                      | Вячеслав Тюрин                | 4:09         |
| 8.                  | «Найди меня»                | Вячеслав Тюрин                     | Вячеслав Тюрин                | 3:38         |
| 9.                  | «Я больше не твоя (Ремикс)» | Вячеслав Тюрин                     | Вячеслав Тюрин                | 4:29         |
| 10.                 | «Расскажи (Ремикс)»         | Виктория Сотова                    | Вячеслав Тюрин                | 5:19         |
| 11.                 | «Запах Нового года»         | Наталья Логвина                    | Вячеслав Тюрин                | 3:53         |
| Общая длительность: | Общая длительность:         | Общая длительность:                | Общая длительность:           | 41:42        |

| №                   | Название                                  | Текст песни                        | Музыка                        | Длительность |
| ------------------- | ----------------------------------------- | ---------------------------------- | ----------------------------- | ------------ |
| 1.                  | «Сделай шаг»                              | Светлана Копылова                  | Вячеслав Тюрин                | 3:39         |
| 2.                  | «Хаутинай»                                | Вячеслав Тюрин                     | Вячеслав Тюрин                | 3:39         |
| 3.                  | «Не жалей о том»                          | Светлана Копылова                  | Вячеслав Тюрин, Ирина Нельсон | 3:47         |
| 4.                  | «Всё будет хорошо»                        | Константин Арсенев                 | Вячеслав Тюрин                | 4:10         |
| 5.                  | «Радио любви»                             | Константин Арсенев, Вячеслав Тюрин | Вячеслав Тюрин                | 3:24         |
| 6.                  | «Карие глаза»                             | Вячеслав Тюрин                     | Вячеслав Тюрин                | 3:36         |
| 7.                  | «Найди меня»                              | Вячеслав Тюрин                     | Вячеслав Тюрин                | 3:38         |
| 8.                  | «Муми-тролль» (дуэт с Вячеславом Тюриным) | Константин Арсенев, Вячеслав Тюрин | Вячеслав Тюрин                | 3:23         |
| 9.                  | «Запах Нового года»                       | Наталья Логвина                    | Вячеслав Тюрин                | 3:53         |
| 10.                 | «Я так люблю тебя»                        | Вячеслав Тюрин                     | Вячеслав Тюрин                | 3:51         |
| 11.                 | «Я тебя провожаю (Remix)»                 | Игорь Малинин                      | Вячеслав Тюрин                | 4:09         |
| 12.                 | «Сделай шаг (Remix)»                      | Светлана Копылова                  | Вячеслав Тюрин                | 3:57         |
| 13.                 | «Не жалей о том (Remix)»                  | Светлана Копылова                  | Вячеслав Тюрин, Ирина Нельсон | 4:03         |
| 14.                 | «Радио любви» (дуэт с Вячеславом Тюриным) | Константин Арсенев, Вячеслав Тюрин | Вячеслав Тюрин                | 3:25         |
| Общая длительность: | Общая длительность:                       | Общая длительность:                | Общая длительность:           | 52:00        |

## Участники записи
- Ирина Нельсон — вокал, музыка, лирика
- Вячеслав Тюрин — музыка, лирика, аранжировка, вокал (дорожки 8 и 15)